# مؤسسه ملی سوءمصرف مواد مخدر
مؤسسه ملی سوءمصرف مواد مخدر، با نام اختصاری نیدا (انگلیسی: NIDA)، یک مؤسسهٔ تحقیقاتی دولت فدرال ایالات متحده است که مأموریت آن «پیشبرد علم در مورد علل و پیامدهای مصرف مواد مخدر و اعتیاد و به‌کارگیری آن دانش برای بهبود سلامت فردی و عمومی» است.
این مؤسسه مطالعهٔ عمیقی در مورد اعتیاد بر اساس مؤلفه‌های بیولوژیکی، رفتاری و اجتماعی آن انجام داده است. همچنین از بسیاری از درمان‌ها مانند چسب‌ها و آدامس‌های نیکوتین پشتیبانی کرده و تحقیقاتی در مورد ایدز و سایر بیماری‌های مرتبط با مواد مخدر انجام داده است. انحصار این مؤسسه در عرضهٔ ماری‌جوآنا با درجهٔ تحقیقاتی بحث‌برانگیز بوده است.